# ستوديو ليفربول (مطور لعبة فيديو)

ظهور شعار الشركة في فترة التسعينات من القرن العشرين

ستوديو ليفربول (بالإنجليزية: SCE Studio Liverpool)‏ ، هي شركة بريطانية كانت متعاونة مع شركة سوني كمبيوتر انترتنمنت، أسست عام 1984م والتي كانت تسمى سايغنوسيس (Psygnosis) ومن ثم غيرت التسمية والشعار عام 2001 وسميت، بشركة سوني كمبيوتر انترتنمنت ستوديو ليفربول، ومن ثم أعلنت انحلال الشركة عام 2012م.

## وصلات خارجية
- Official website في أرشيف الإنترنت(أرشفت في  يناير 31, 2013)
- Psygnosis profile at MobyGames
- UnOfficial Site Psygnosis on Amiga